# Faroa schaijesiorum
Faroa schaijesiorum är en gentianaväxtart som beskrevs av P. Bamps. Faroa schaijesiorum ingår i släktet Faroa och familjen gentianaväxter. Inga underarter finns listade i Catalogue of Life.